# Килборн (Луизијана)
Килборн (енгл. Kilbourne) град је у америчкој савезној држави Луизијана.

## Демографија
По попису из 2010. године број становника је 416, што је 20 (-4,6%) становника мање него 2000. године.
| Група             | 2000.       | 2010.       |
| Белци             | 426 (97,7%) | 387 (93,0%) |
| Афроамериканци    | 3 (0,7%)    | 11 (2,6%)   |
| Азијати           | 0 (0,0%)    | 1 (0,2%)    |
| Хиспаноамериканци | 5 (1,1%)    | 6 (1,4%)    |
| Укупно            | 436         | 416         |